# Bataille de Mouilleron-le-Captif
Guerre de Vendée
Batailles
La bataille de Mouilleron-le-Captif se déroule le 8 novembre 1795 lors de la guerre de Vendée.

## Déroulement
Le 8 novembre 1795, le général républicain Charles-François Raoul sort de La Roche-sur-Yon à la recherche de l'ennemi. Près de Mouilleron-le-Captif, il tombe sur une colonne de la division du Pays de Retz, forte de 500 à 600 hommes, dont 60 à 80 cavaliers, qui partaient attaquer un convoi à Dompierre-sur-Yon et marchaient sans méfiance en chantant. La présence de Charette à la tête de cette colonne n'est pas certaine. Raoul place alors ses hommes en embuscade et surprend complètement les Vendéens qui prennent la fuite.

## Pertes
Selon le rapport de Raoul, les Vendéens laissent 25 morts et abandonnent un drapeau et plusieurs fusils anglais,.